# Jerichonektarvogel
Der Jerichonektarvogel (Cinnyris osea) ist ein kleiner Singvogel aus der Familie der Nektarvögel. Die Art ist vor allem im Nahen Osten in Israel und Palästina und auf der Arabischen Halbinsel verbreitet. Die Unterart C. o. decorsei ist im Tschad, im östlichen Kamerun und der Zentralafrikanischen Republik anzutreffen.

## Aussehen
Ausgewachsene Exemplare erreichen eine Länge von etwa elf Zentimetern. Die Männchen erscheinen von weitem einfach schwarz gefärbt, aus der Nähe betrachtet sind sie jedoch oberseits metallisch grün schillernd und von der Stirn bis zum Scheitel veilchenblau glänzend. Die Oberschwanzdecken glänzen stahlblau. Kehle und Kropf weisen ebenfalls eine blaue Färbung auf, die hinteren Seiten schimmern rötlich. Unterkörper, Flügel und Schwanz sind schwarz gefärbt. Die Männchen weisen außerdem gelb bis orangerote Brustbüschel auf. Die Weibchen besitzen einen schwarz gefärbten Schwanz und im Vergleich zur matten Färbung des Körpers dunkle Flügel. Jungvögel und nicht brütende Altvögel weisen ein olivgraue Färbung auf der Oberseite und eine mattweiße Färbung auf der Unterseite auf. Die Vögel haben einen nach unten gebogenen Schnabel, mit dem sie leicht Nektar aus Blüten zu sich nehmen können. Der im tropischen Afrika vorkommende Braunbauch-Nektarvogel (Cinnyris bouvieri) ähnelt dem Jerichonektarvogel, besitzt jedoch einen längeren Schnabel und ein kastanienbraunes Brustband. Der ebenfalls ähnliche Glanznektarvogel (Cinnyris habessinicus), der auch auf der Arabischen Halbinsel verbreitet ist, ist um zwanzig Prozent größer als der Jerichonektarvogel. Die Männchen weisen zudem einen grüneren Glanz sowie ein breites rotes Brustband auf.

## Lebensraum und Ernährung

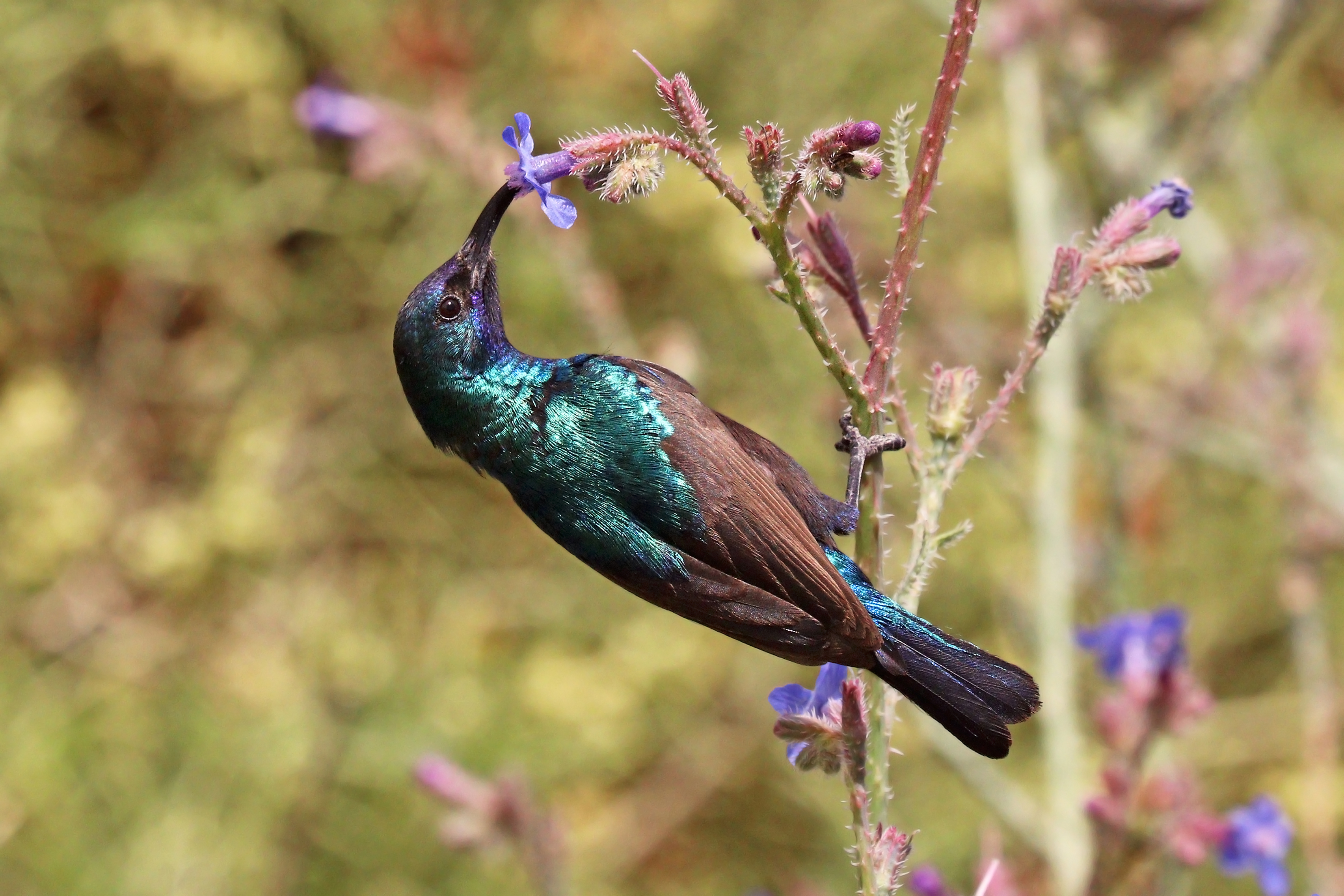
Ein männlicher Jerichonektarvogel bei der Nahrungsaufnahme im Biosphärenreservat Dana

Der Jerichonektarvogel bewohnt Savannen und trockene offene Graslandschaften. Die Art wird auch in offenem felsigem Gebiet angetroffen. Im Nahen Osten, Israel und Palästina bewohnen die Vögel auch Gärten und Obstplantagen. Bewachsene Flussufer, felsige Täler und Wadis gehören ebenfalls zu ihrem Habitat. In höheren Lagen bis 1500 Meter über dem Meeresspiegel in Jordanien findet sich die Art auch in Zypressenwäldern.
Zur bevorzugten Nahrung des Jerichonektarvogels gehören der Nektar verschiedener Blütenpflanzen ebenso wie kleine Früchte und reife Datteln. Die Vögel verschmähen auch Insekten und deren Larven als Nahrung nicht. Sie fungieren auch als Bestäuber, z. B. für Plicosepalus acaciae. Im Arabischen ist die Art daher unter der Bezeichnung sultan el-zahar (König der Blumen) bekannt.

## Verhalten

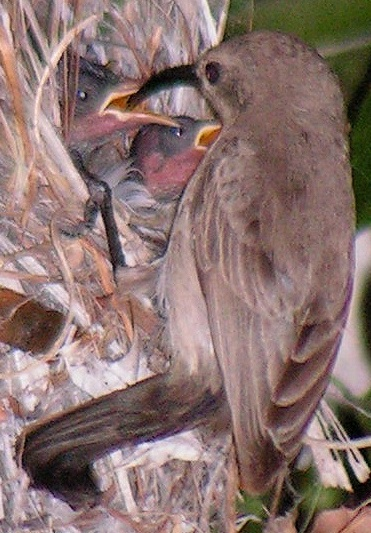
Weiblicher Jerichonektarvogel beim Füttern der Jungen

Außerhalb der Brutsaison tritt der Jerichonektarvogel einzeln auf. Für die Futtersuche formieren sich aber auch kleine Schwärme von bis zu 15 Vögeln. Bei der Nahrungssuche huschen die Vögel von Blüte zu Blüte, vor denen sie für die Nahrungsaufnahme schweben. Ab und an schnappen die Vögel dabei auch nach fliegenden Insekten. Als Schlafplätze dienen kleine Äste von Bäumen oder Büschen. Kleinere Gruppen sind beim Baden in den Morgenstunden beobachtet worden.  
Der Jerichonektarvogel, der auch in Siedlungen brütet, wird als zahm beschrieben. In einigen Teilen des Verbreitungsgebietes gilt die Art hingegen als scheu.

## Taxonomie
Das Taxon Cinnyris wird manchmal auch als Teil der Gattung Nectarinia gesehen. Es gibt Vermutungen, dass der Jerichonektarvogel eine Sammelart mit dem Bouviernektarvogel, dem im südlichen Afrika verbreiteten Angolanektarvogel (C. oustaleti) und Weißbauch-Nektarvogel (C. talatala) sowie dem in Südasien vorkommenden Purpurnektarvogel (C. asiaticus) bildet.
Es sind zwei Unterarten anerkannt: 
C. osea osea ist in Israel, Palästina, Jordanien, Libanon, Saudi-Arabien, Jemen und Oman sowie auf dem ägyptischen Sinai verbreitet. 
C. osea decorsei besiedelt vereinzelte, nicht zusammenhängende Gebiete am Tschadsee, im Osten Kameruns, in der Zentralafrikanischen Republik, im Westen des Sudan und des Südsudan sowie den Nordwesten von Uganda.

## Etymologie und Forschungsgeschichte
Charles Lucien Jules Laurent Bonaparte beschrieb 1856 den Jerichonektarvogel unter dem heutigen Namen Cinnyris osea. Das Typusexemplar stammte aus der Gegend um Jericho. Bereits 1817 führte Georges Cuvier die Gattung Cinnyris für mehrere Arten ein. Der Gattungsname verwendete er von Hesychios von Alexandria, der »kinnyris κιννυρις« für einen kleinen nicht identifizierten Vogel verwendete. Der Artname stammt von »hosia, hosios ὁσια, ὁσιος« für »Heiligkeit, heilig« ab. »Decorsei« ist Gaston Jules Decorse (1873–1907) gewidmet, der Émile Oustalet auf die Unterart aufmerksam machte.